# István Fekete (cestista)
István Fekete (Hódmezővásárhely, 1936 – Budapest, 2006) è stato un cestista ungherese.

## Carriera
Con l'Ungheria ha disputato i Campionati europei del 1965.